# チン凸
チン凸（チンとつ）は、「チンコ突撃」を意味するインターネットスラングで、男性器（特に陰茎）の卑猥な画像を他人に送りつける行為。セクスティングの一種。又、嫌がらせ行為。
英語圏では、フラッシュ（英:Flash）、サイバーフラッシング（英:Cyberflashing）, dick pic などと呼ばれる。

## 概要
インターネットを介して男性器などの画像を他人に送付する行為であり、主にSNSのDM（ダイレクトメッセージ）やメンション、テレビ電話機能を悪用して行われる。動機は露出癖や荒らし行為の一環、承認欲求、冗談半分や嫌がらせなど複合的に存在する。
相互間に安定的、献身的な関係にある場合については心理的、および人間関係において一定のポジティブな効果を齎すことが報告されている。

### チン凸の危険性

#### デジタルタトゥー
当人がチン凸をその場限りだと想定しても、外部に流出すると「完全に削除する事が不可能」になる。チン凸のデータには生体情報などの個人情報が含まれている事も多く、場合によっては個人特定に至る。

#### 日本の刑法
日本の刑法175条で規定されるわいせつ物頒布等の罪に相当する。成立した場合は犯罪歴が記録され、法定刑は2年以下の懲役若しくは250万円以下の罰金若しくは科料､又は懲役及び罰金の併科となる。

#### AirDrop
iPhoneでAirDropを使って付近のデバイスに項目を送信することができる。
この機能を悪用したAirDrop痴漢が頻発した。

iOS 13の配信によって、AirDropで画像を受信した際に、サムネイルが表示されなくなった。

### 犯行目的

#### 露出症
基本的には露出症と同類であると考えられる。

##### 問題点
インターネットを使用して気軽に行えてしまうが、チン凸をした者が18歳未満であれば、むしろ送られた相手の方が児童ポルノの製造や単純所持に該当する可能性が高く、送られた相手の方も捜査の対象になる懸念が生じる。

### 名前の由来
元々はニコニコ生放送において、凸した者が下半身を露出する行為を指していた。性器が映ると即座にその生放送がBANされるため、それを目的とした妨害行為であった。

## 法律

### 日本の刑法
わいせつ物頒布等の罪は、日本の刑法175条で規定される犯罪に相当する。
成立した場合は犯罪歴が記録され、法定刑は2年以下の懲役若しくは250万円以下の罰金若しくは科料､又は懲役及び罰金を併科となる。

### 英国の刑法

#### オンライン安全法
オンライン安全法により、サイバーフラッシングは犯罪行為とされる。
同法は、インターネットユーザーがオンラインで閲覧する内容をより細かく制御できるようにすること、各プラットフォームに対し、児童へのリスクや危険性の評価を公開することで透明性を高めることも求めている。

##### 規制対象となるコンテンツ[15]
- 児童の性的虐待
- 過激な性的暴力
- 不法移民や人身取引
- 自殺の助長
- 自傷行為の助長
- 摂食障害の助長
- 動物虐待
- 違法薬物や武器の販売
- テロリズム

## 対策

### 被害対策
現時点ではDMの制限やブロックといった対策が存在している。

### 社会対策

#### Apple
Apple製デバイスで「センシティブな内容の警告」を利用できる。

「センシティブな内容の警告」で、ヌードが含まれていそうな写真やビデオを受信したと判断された場合、その画像にぼかしが入り、センシティブな内容が含まれているかもしれないという警告が表示され、法的機関へ助けを求める方法が提示される。

#### Google

##### セーフサーチの提供
Google検索とGoogle画像検索で提供されている、ポルノなど不適切な画像、または不快に感じる可能性のあるコンテンツを非表示にする自動フィルター機能。

 セーフサーチは、性行為や刺激の強い暴力などの露骨な表現を含むコンテンツを検索結果に表示するかどうかを管理するのに役立つ。

#### Microsoft

##### SafeSearchの提供
セーフサーチは、不適切なWebコンテンツを除外するBingの機能である。
セーフサーチでは、高度な技術を使用してアダルトコンテンツをフィルタリングしているが、完璧ではない。サーチセーフを[高レベル]、もしくは[標準]に設定しているにもかかわらず、アダルトコンテンツが表示された場合は通知することで、将来のフィルタリングに役立つ。

#### ウィキメディア
ウィキメディア財団のプロジェクトでは男性器の画像をアップロードしたり他のページに表示したりすること自体は禁止されていないが、チン凸目的での投稿は各プロジェクトの方針で規制されている。
例えばウィキメディア・コモンズではCommons:Nudityという方針で裸体画像の取り扱いが定められており、露出目的での投稿が禁止されている。また、ウィキペディア日本語版ではMediaWiki:Bad image listに追加された画像は原則としてページへ埋め込むことができなくなる。

#### X（旧Twitter）

##### センシティブなメディア
Xが定義する、刺激の強いコンテンツや、成人の裸体および性的行動に該当するコンテンツは、内容の警告を設定すればポストすることができるが、これらに該当するメディアをライブ動画やプロフィール画像などにおいて共有することはできない。グロテスクな画像/動画、強姦および性的暴行、獣姦および屍姦を含むメディアは禁止されている。

### 加害対策
- SNSなどに投稿する場合はレイティングをする。

## 被害
2024年6月12日、グラビアアイドルの麻倉瑞季（22）がインスタグラムのストーリーズを更新し、ファンから局部を露出する画像を送られた性被害を告白した。